# Griegos
Griegos – gmina w Hiszpanii, w prowincji Teruel, w Aragonii, o powierzchni 31,77 km². W 2011 roku gmina liczyła 143 mieszkańców.